# Post hoc ergo propter hoc
Post hoc ergo propter hoc (z łac., po tym, więc wskutek tego) – błąd logiczny: występuje wtedy, gdy ktoś wyciąga wniosek o relacjach przyczynowo-skutkowych ze zwykłego następstwa dwóch zdarzeń w czasie. 

## Przykład
Podczas burzy z piorunami można z łatwością zauważyć, że najpierw następuje błyskawica, a po chwili słychać grzmot. Można zatem wyciągnąć wniosek, że przyczyną grzmotu jest błyskawica. W rzeczywistości błyskawica nie jest przyczyną grzmotu, lecz posiada wspólną z grzmotem przyczynę (istnieje między nimi jedynie dodatnia korelacja). Za obydwoma zjawiskami stoi inne, trzecie zjawisko – wyładowanie elektryczne pomiędzy chmurą burzową a ziemią i związany z nim przepływ ładunku elektrycznego – które jest odpowiedzialne za wywołanie zarówno błyskawicy, jak i grzmotu. Błyskawica jest symptomem grzmotu, a więc zjawiskiem współwystępującym (koincydentnym) z grzmotem, które nie może być jednak uznane za jego przyczynę. Fakt, że obserwator najpierw widzi błyskawicę, a dopiero potem słyszy grzmot, wynika ze znacznej różnicy prędkości rozchodzenia się światła i dźwięku. 
Inny przykład: w dawnych czasach mieszkańcy wsi „od zawsze” obserwowali, że najpierw pieją koguty, a potem następuje wschód Słońca. Dlatego niektórzy wierzyli, że pianie koguta jest przyczyną i koniecznym warunkiem wschodu słońca. W tym przypadku jest wręcz przeciwnie: to wyczuwany przez te ptaki zbliżający się wschód słońca jest przyczyną ich piania.